# Tomoderus ventralis
Tomoderus ventralis is een keversoort uit de familie snoerhalskevers (Anthicidae). De wetenschappelijke naam van de soort is voor het eerst geldig gepubliceerd in 1878 door Marseul.